# スプリングヴェイル (ビクトリア州)
スプリングヴェイル (Springvale) はオーストラリアのヴィクトリア州メルボルンにあるサバーブ（行政区画）。メルボルン中心部の南東約23キロメートルに位置する。地方公共団体シティ・オブ・グレーター・ダンデノンに属する。2016年国勢調査によるスプリングヴェイルの人口は21,714人であった。 
スプリングヴェイルは面積約11.2平方キロメートルの大規模なサバーブである。地区の西端はウェストールロード、北端はプリンセスハイウェイとポリスロードとなっている。北東の境界にはスプリングベール火葬場およびコリガンロードがあり、南端はヒートハートンロード、南東はローンロードとなっている。メルボルン中心部からは、モナーシュ・フリーウェイからフェーンツリー・ガリー・ロードに接続することで、スプリングヴェイルの北西に出ることができる。 

## 歴史
スプリングヴェイルの自治体はもともとダンデノン・シャイアの一部であり、ダンデノン丘陵国立公園のすぐそばに位置している。この地域には豊富な水源による天然温泉があり、このサバーブの語源となった。天然温泉は、メルボルンとダンデノンの間を移動する旅行者によって利用された。1850年代、オークリーとダンデノンの間に新たな測量ルートが設置され、その近くにスプリング・ヴェイル・ホテルが建設された（現在のプリンスハイウェイとスプリングヴェイルロードの交差点付近）。しかしながらこのホテルは、地域の開発に寄与するには至らなかった。 
1864年9月12日、最初の郵便局であるスプリングヴェイル郵便局が開業するも、1892年に閉鎖。局舎はスプリングヴェイル駅の駅舎として引き継がれた。1946年から1978年まではスプリングヴェイル北郵便局も営業していた。 
1886年、鉄道駅の近郊で区画整理が行われ、地域の発展が始まった。1920年代までに、スプリングヴェイルには旅館エリアや保養地、楽団、工業協会、そして複数の商店街を抱えたコミュニティへと成長した。1924年には写真館が開業。第二次世界大戦以降、スプリングヴェイルは牧歌的な住宅地と工業地区を有する地域となり、周辺地域では市場向け作物の栽培が行われた。産業としては砂の採掘が活発となり、それは1990年代まで続いた。 
戦後の地域発展が最も顕著だったのは1960年代初頭であった。この時代、百貨店「ロックマン・ショップウェル」の店舗が開業し、またスプリングヴェイル・ロード東側の商店街が立ち退いて道路拡幅が行われた。道路整備や各種公共サービスの供給により急速に宅地開発が進み、旧来の古い街区に取って代わった。1961年には競馬と自動車レースの両方が可能なサンダウン競馬場が開業した。 

## 地理
プリンセスハイウェイの北部にはスプリングヴェイル火葬場・墓地がある。また火葬場の近隣には、住宅地や旧スプリングヴェイル小学校が位置している。火葬場は小学校の近くにはセンターロードとスプリングヴェイルロードが通っており、これらの道路はいずれもスプリングハイウェイと交差している。 
スプリングヴェイルの大部分は住宅地となっており、北西部と北東部にいくつかの小さな工業地区が点在している。東部地区には、メルボルンに3箇所ある主要墓地の一つであるスプリングヴェイル火葬場・墓地、そしてサンダウン・レースウェイがある。 
スプリングヴェイルはかつて一つの市であった。しかしながら1994年12月、地方自治体再編により境界が見直しとなった。その結果、市の一部はシティ・オブ・グレーター・ダンデノンに、残りの一部はシティ・オブ・キングストンに統合となった。 
スプリングヴェイルにはサンダウン競馬場があり、自動車愛好家にはサンダウン・レースウェイとしても知られている。サンダウン・レースウェイでは毎年いくつもの主要カーレース大会を開催しており、代表的なものにV8スーパーカーシリーズのサンダウン500が挙げられる。 

## スポーツ

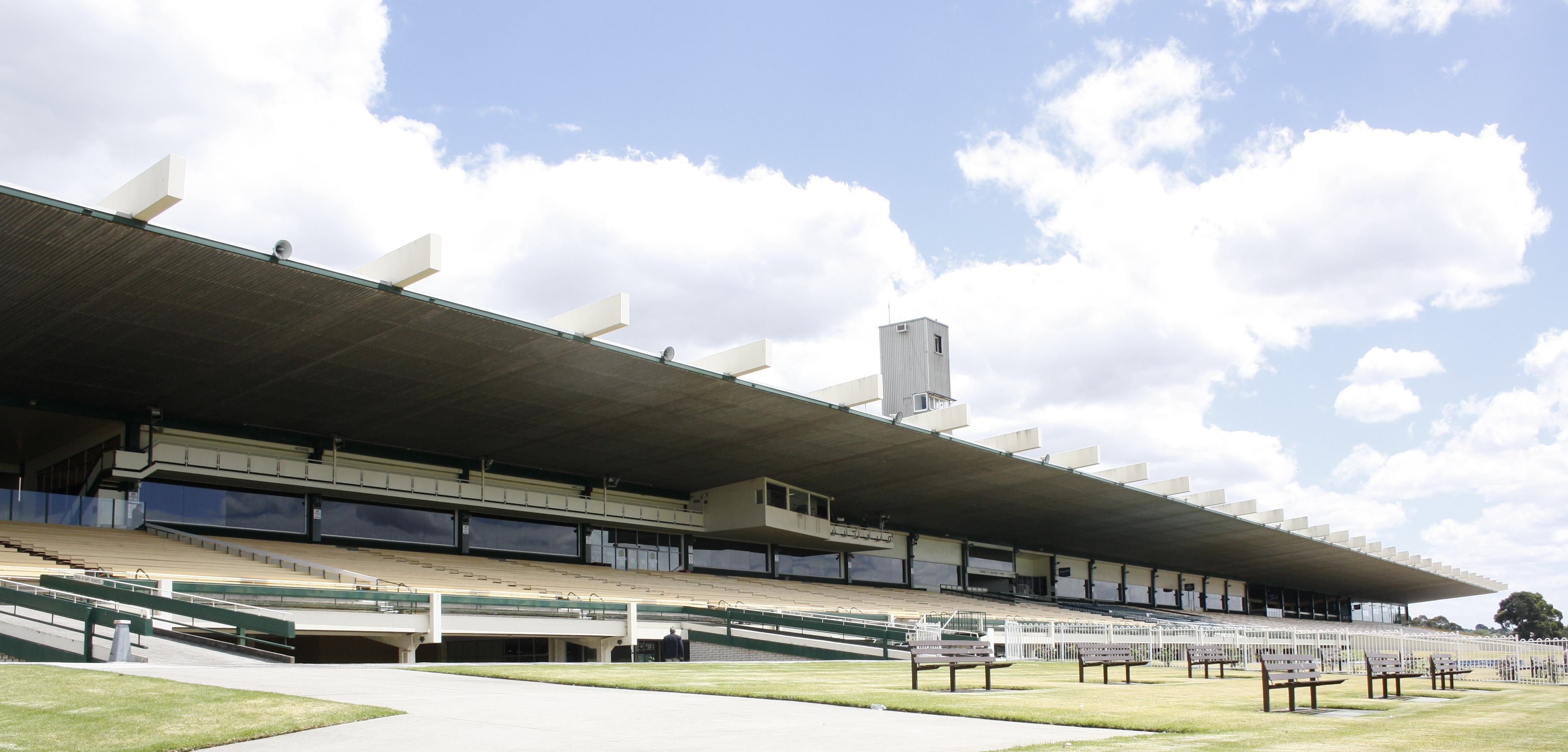
サンダウン競馬場

スプリングヴェイルにはオーストラリアンフットボールのクラブチーム「スプリングヴェイル地区FC」があり、サザンフットボールリーグに所属している。 
サッカー競技ではヴィクトリア州リーグ1部所属のサウス・スプリングヴェイルSCがあり、ワーナー保護区でホームゲームを開催している。 
また自動車レース施設として、常設ピットとグランドスタンド設備を備えたサンダウン・レースウェイがあり、プリンセスハイウェイやサンダウン公園駅からアクセスすることができる。メルボルンにある4つの競馬場の中の一つであるサンダウン競馬場も同じ敷地にある。線路を挟んだ反対（南西）側にはサンダウン公園グレイハウンドレース場がある。 

## 公共施設

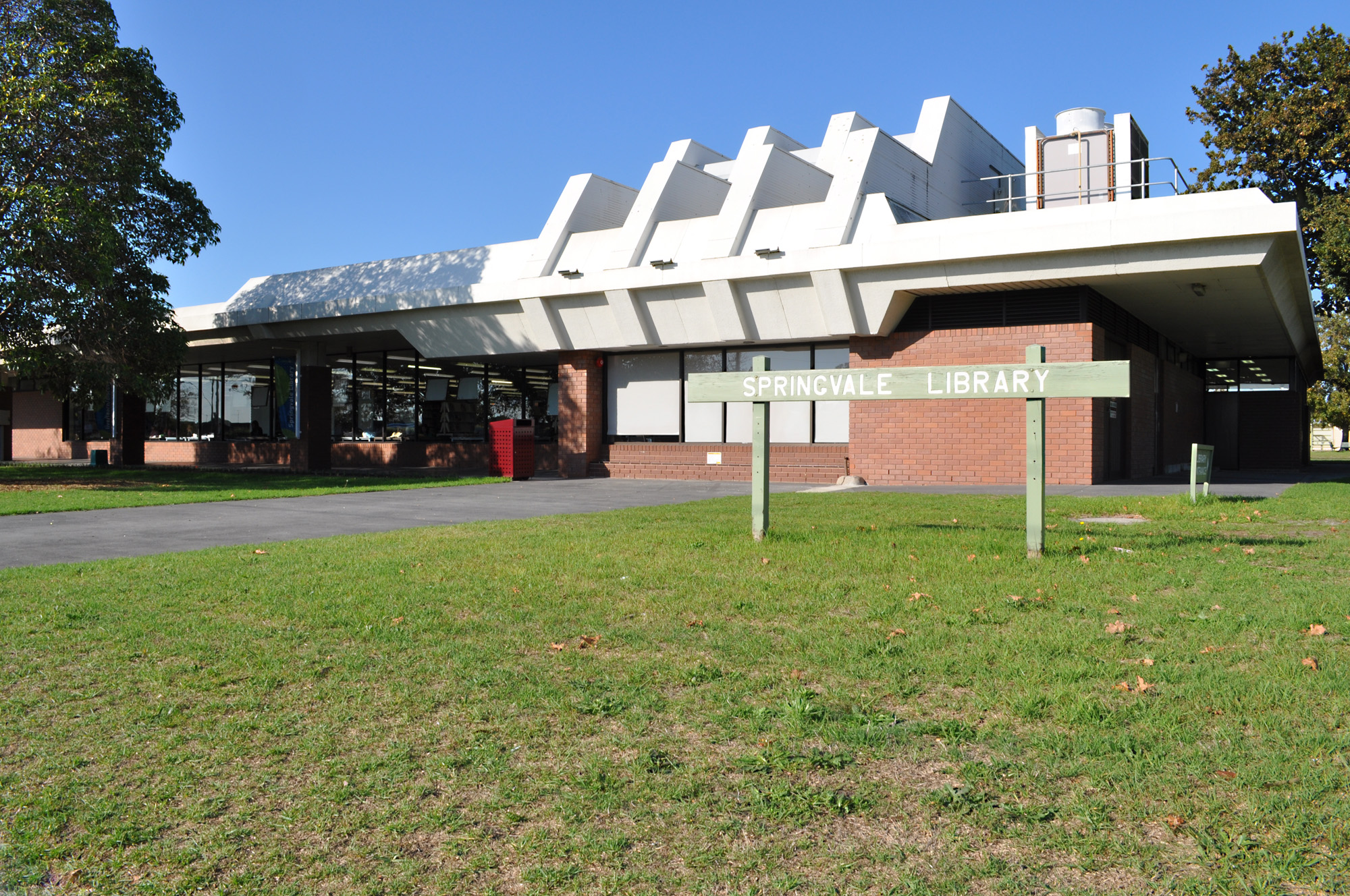
スプリングヴェイル図書館

スプリングヴェイルでは1983年に、自助団体や社会団体、文化団体、その他の活動団体を支援するための隣保館が設置された。40を超える自助団体がこの施設で集会・活動を行っており、例として第二言語としての英語の教育、コンピュータ教室、園芸教室、祝賀行事などが挙げられる。難民週間、奨学金週間、成人学習者週間といった活動も行われている。 

## 政治

### 連邦
スプリングヴェイルでは、連邦議会と州議会の両方において労働党が優位となっている。スプリングヴェイルでは連邦議会の選挙区がホーサムとース2つのに分かれており、ホーサム選挙区からはクレア・オニールが、ブルース選挙区からはアラン・グリフィンが選出されている。 

### 州
スプリングヴェイルの州議会の選挙区はクラリンダ、キーズボロ、マルグレイヴの3つに分かれている。 

### 地方
シティ・オブ・グレーター・ダンデノンにおいて、スプリングヴェイルは「スプリングヴェイル・セントラル」と「スプリングヴェイル・ノース」の2選挙区に分けられており、それぞれユーホーン・チーとアラン・ゴードンが選出されている。スプリングヴェイルとスプリングヴェイル・サウスは現在、シティ・オブ・グレーター・ダンデノンのライトウッド区の大部分を占めている。 

## 交通

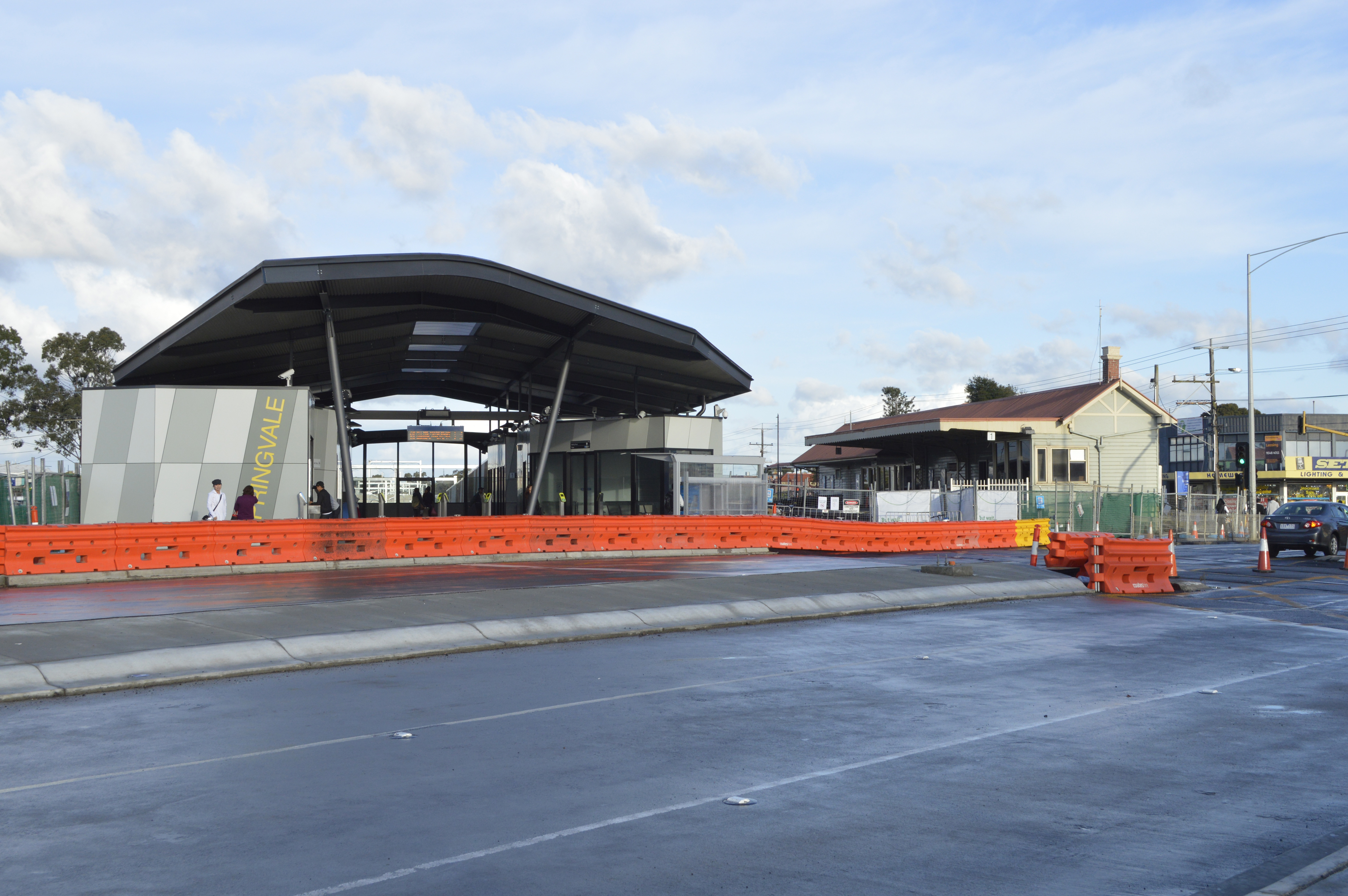
スプリングヴェイル駅

スプリングヴェイルには2つの鉄道駅（スプリングヴェイル駅、サンダウン公園駅）があり、ともにパケナム線とクランボーン線の停車駅である。いくつかのバス路線もスプリングヴェイルを通っており、例として空港西ショッピングセンターやチェルシー駅に連絡するスマートバス902系統が挙げられる。 

## 教育

### 初等教育
- アソールロード小学校
- ヘザーヒル小学校
- スプリングヴェイルライズ小学校 
  - スプリングヴェイルキャンパス
  - スプリングヴェイルハイツキャンパス
- スプリングパーク小学校バレーキャンパス
- スプリングパーク小学校ウェストキャンパス
- セントジョセフスクール
- ミナレットカレッジ・スプリングヴェイルキャンパス

### 中等教育
- ミナレットカレッジ・スプリングヴェイルキャンパス
- キルレスターカレッジ
- キーズボロ中等カレッジ・バンクシアキャンパス

## ランドマーク

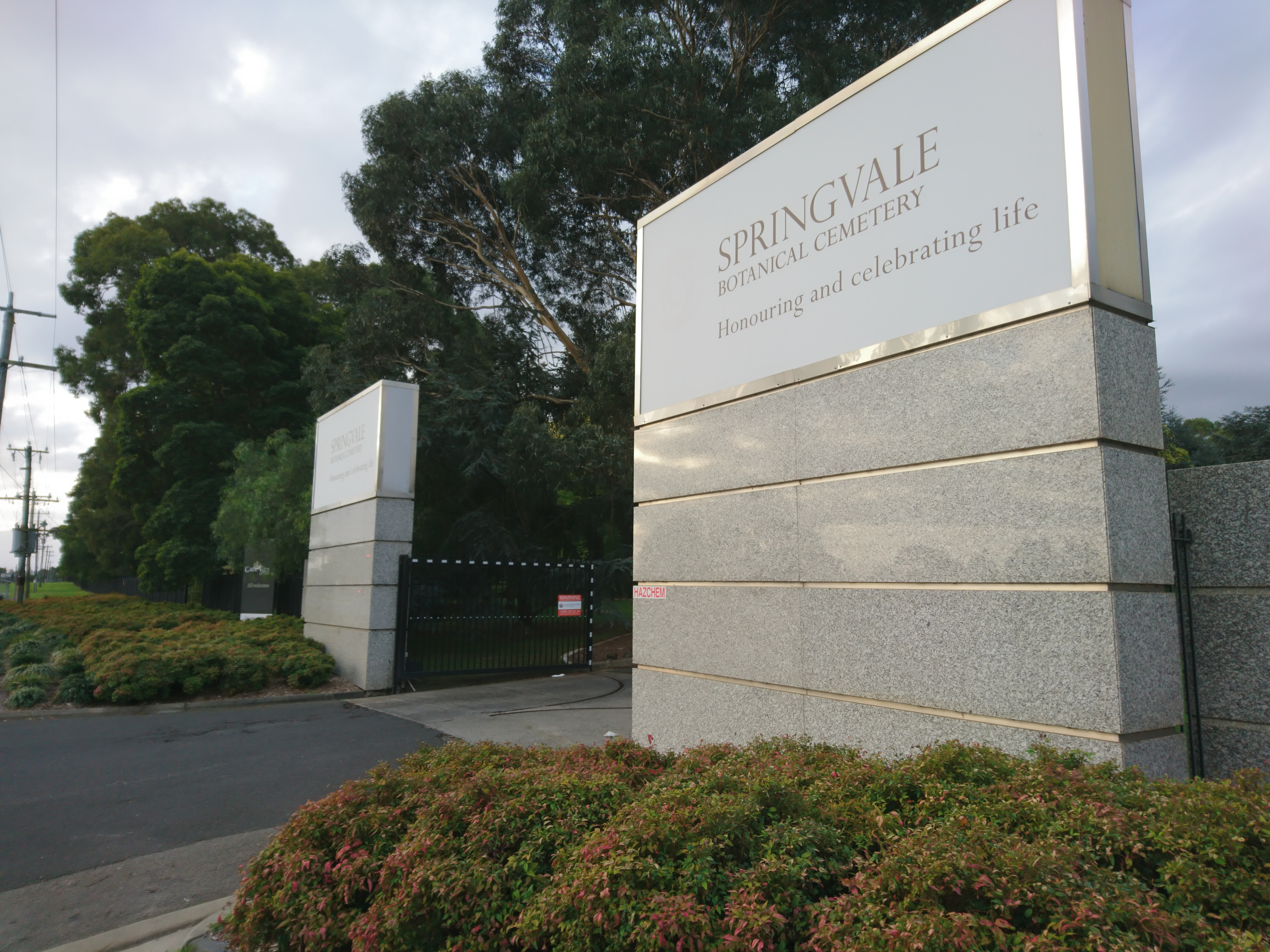
スプリングヴェイル植物園墓地

- スプリングヴェイル植物園墓地 - ヴィクトリア州最大の墓地施設

## 著名な出身者
- マヘ・フォヌア - ラグビーリーグ選手[9]
- ヴァン・トゥン・グェン - ヘロイン密輸業者（有罪判決を受け2005年12月2日にシンガポールで絞首刑）
- TISM - オルタナティヴ・ロックのバンド